# Фьонне
Фьонне (фр. Fionnay) — деревня в коммуне Валь-де-Бань, округ Энтремон, кантон Вале, Швейцария. По данным переписи от 31 декабря 2020 года в деревне проживало 30 человек. Высота деревни — 1490 метров.

## География
Деревня расположена у подножия ледника Корбасьер массива Гран-Комбен, в самом конце долины Валь-де-Бань. Она является отправной точкой для многих походов, как в направлении Луви, так и в направлении Паносьер.
Шале в Фьонне — в основном летние резиденции — расположились между подножием горы и искусственным озером, которое является частью гидроэлектростанции Мовуазен. Мовуазен — самая высокая арочная плотина Европы.

## История
Фьонне — первый курорт в долине Валь-де-Бань во времена зарождающегося туризма в конце XIX века. Отели были построены для размещения большого количества туристов, в основном из Великобритании, которых привлекали скалолазание и горы.

## Население
| 2013 | 2020 |
| ---- | ---- |
| 18   | 30↗  |

## Галерея

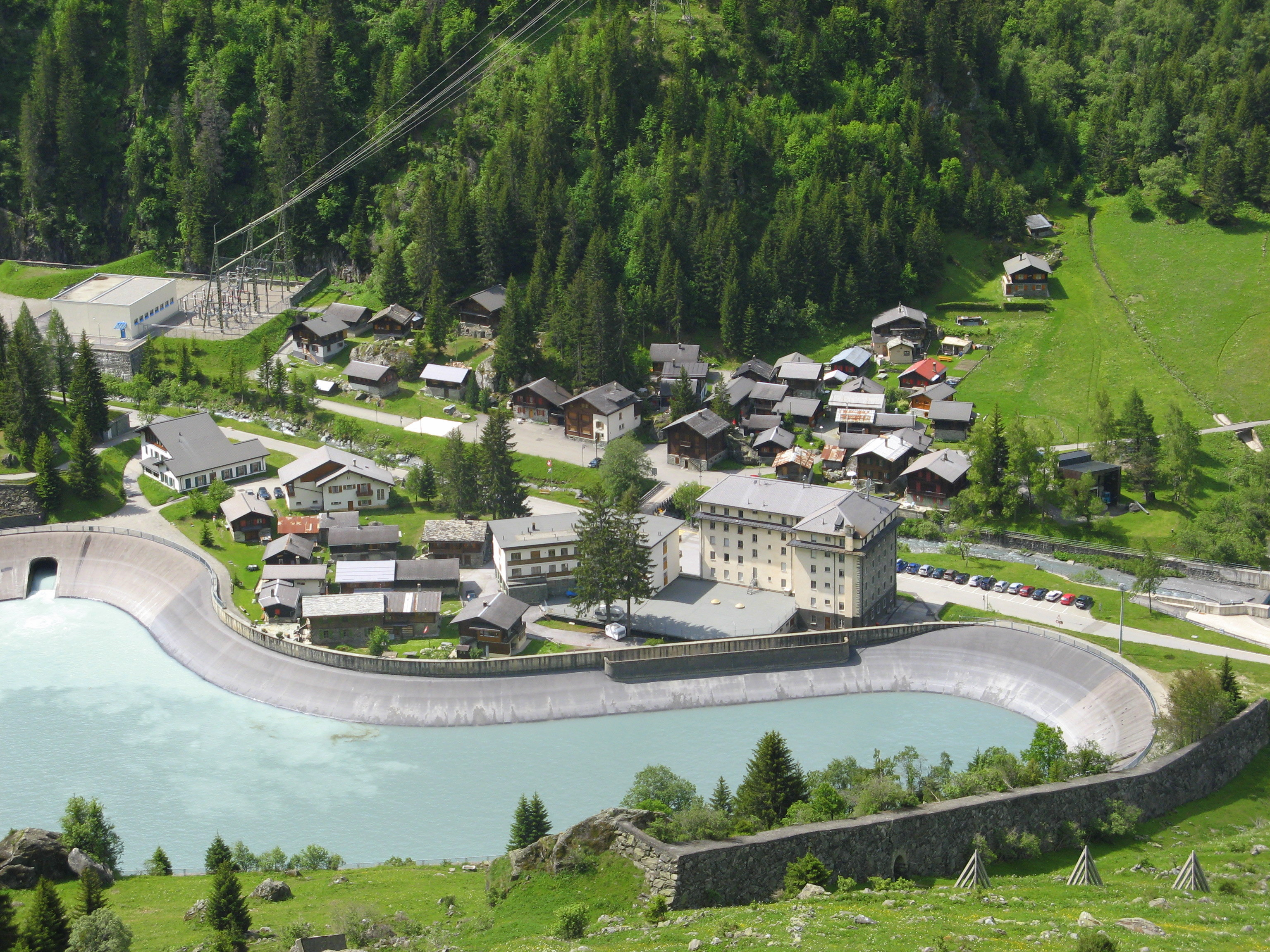
Вид на деревню и электростанцию
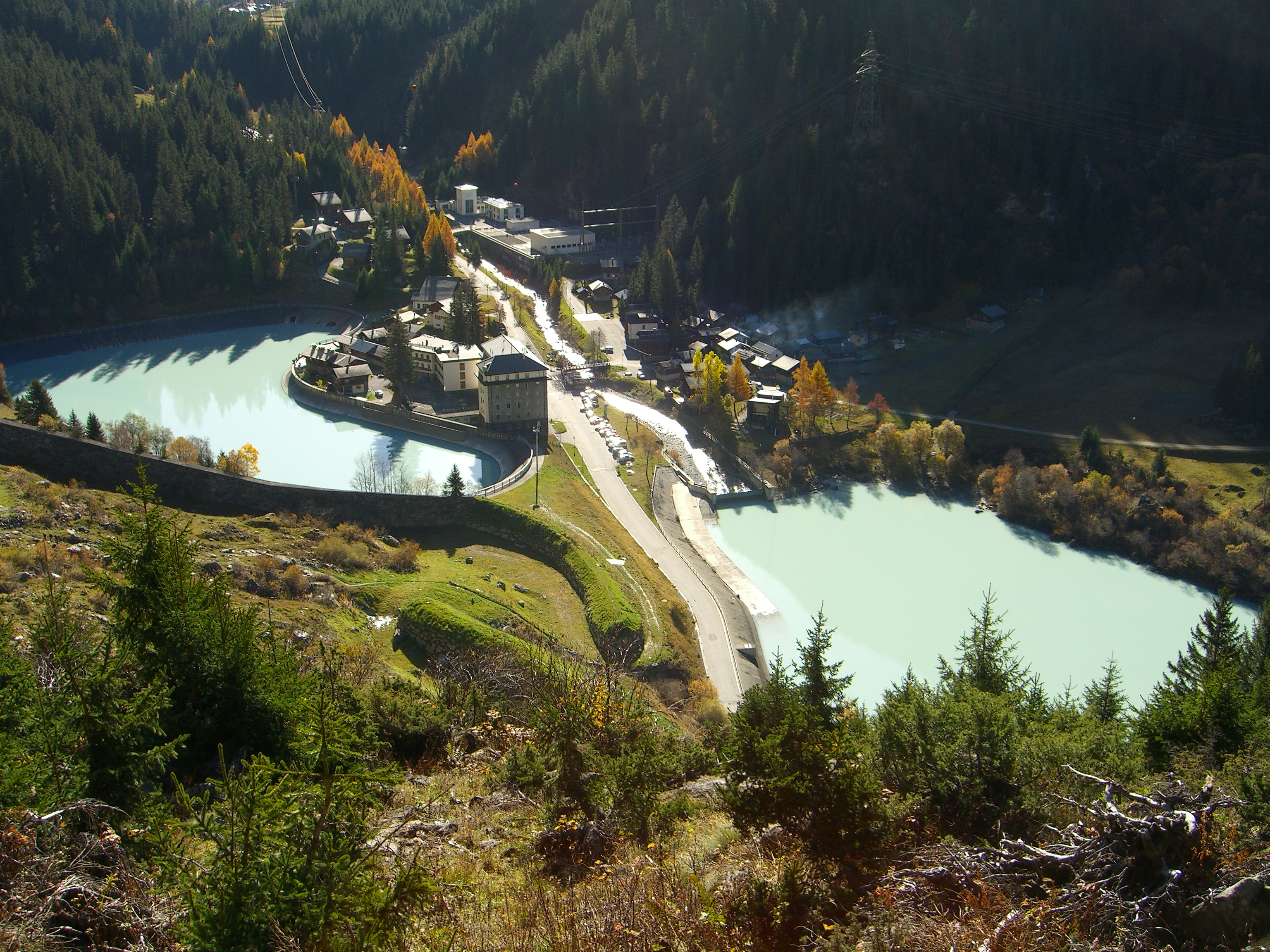
Вид на деревню и электростанцию
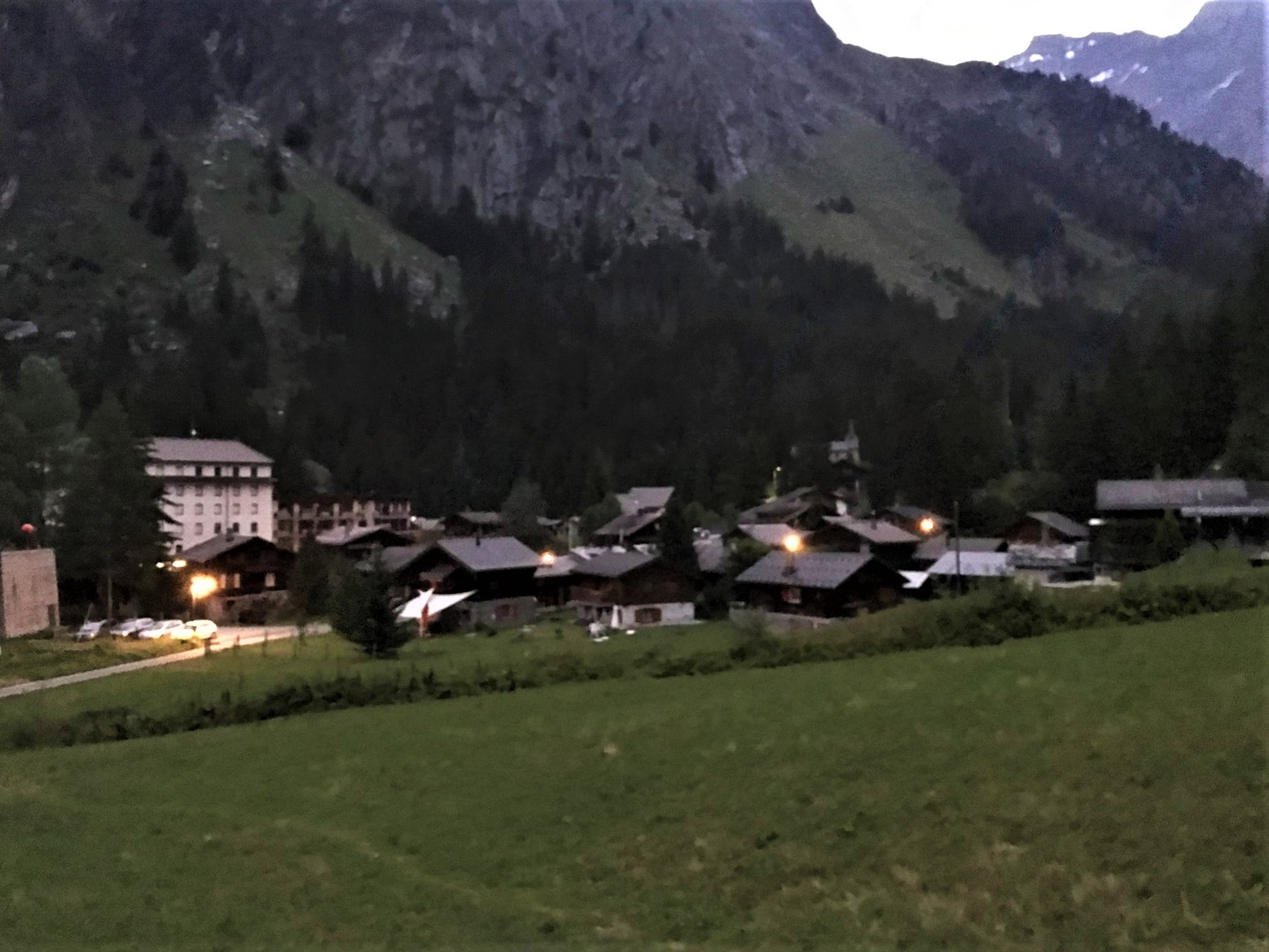
Вид на деревню
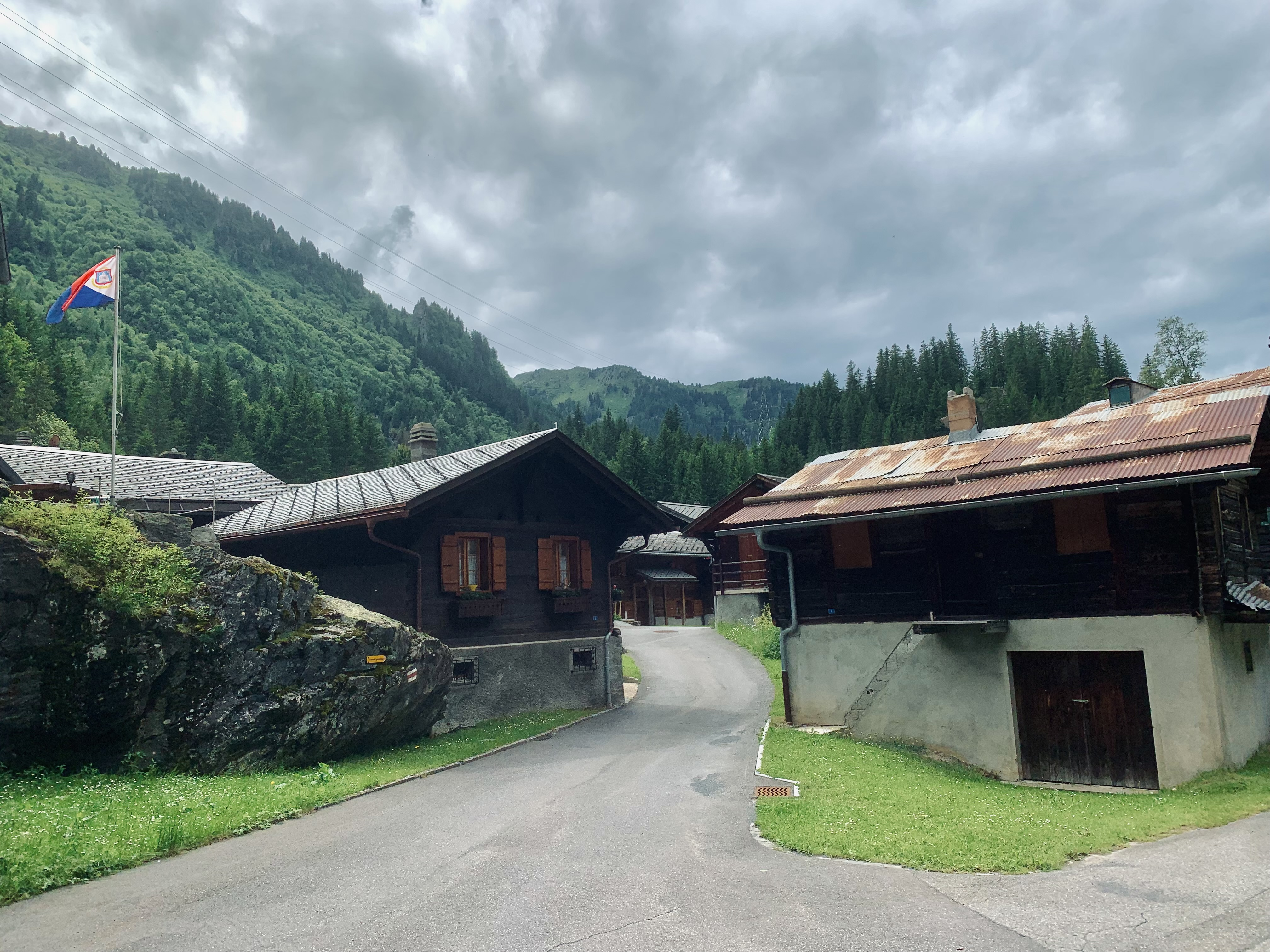
Традиционные шале
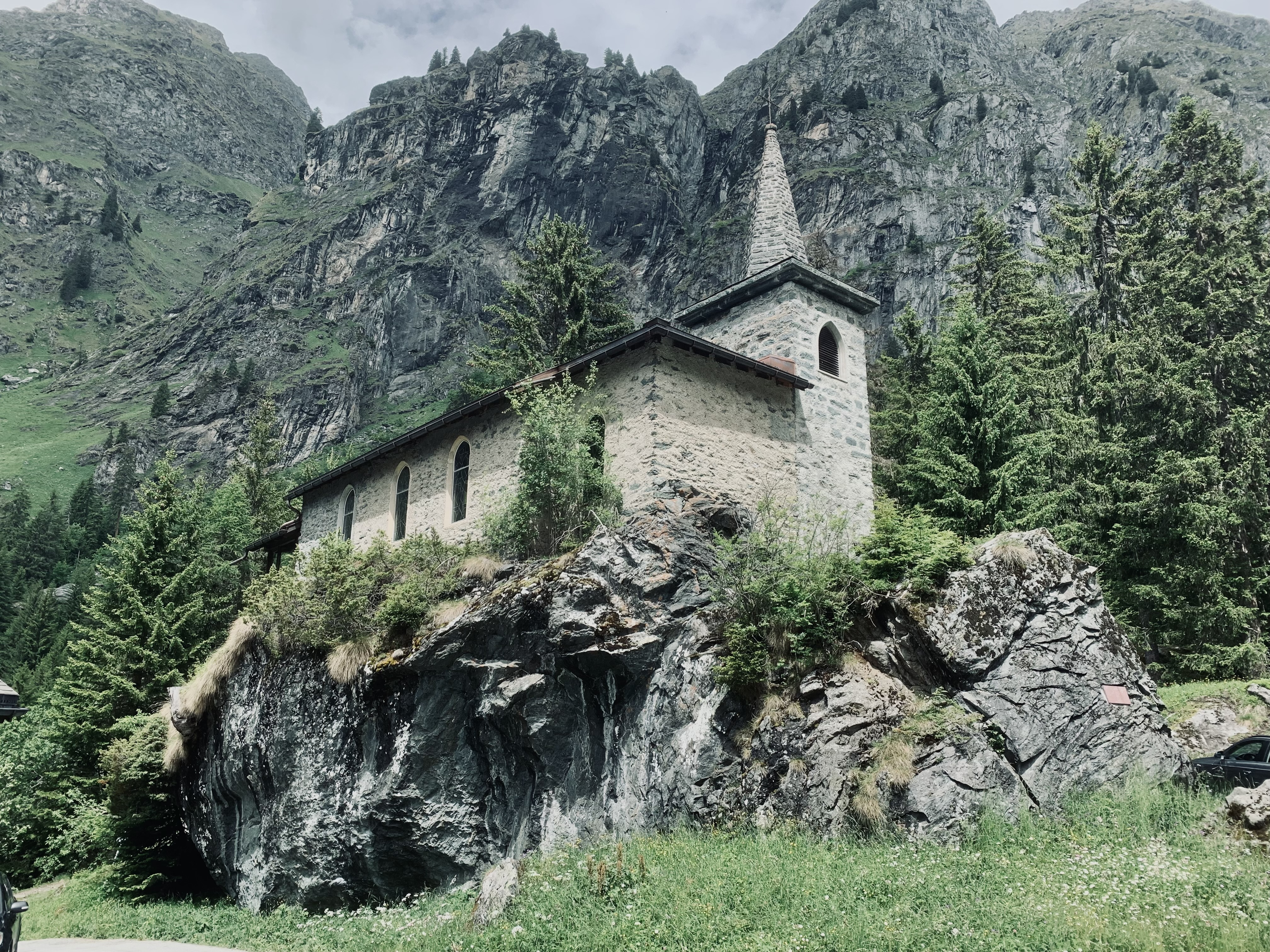
Католическая церковь
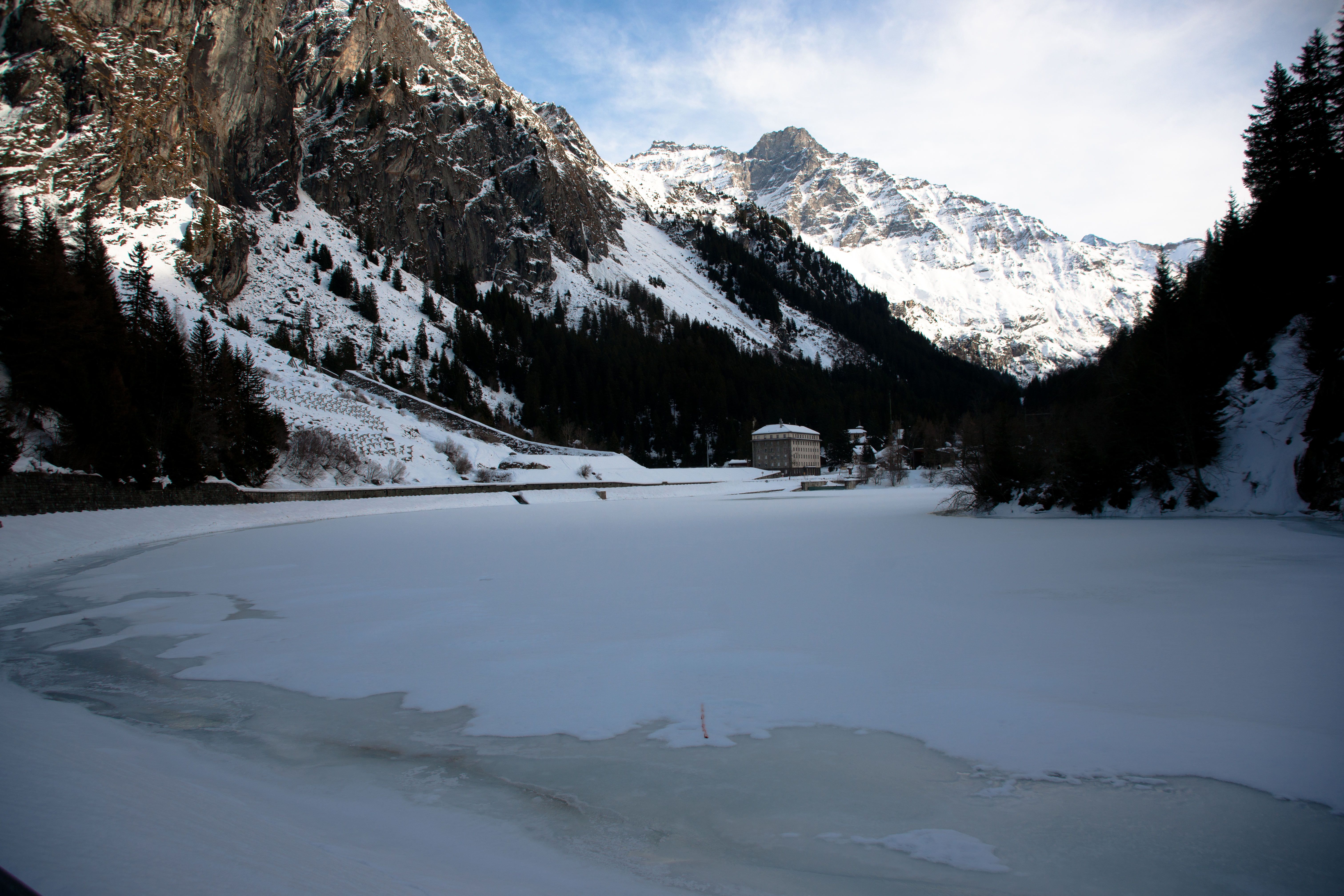
Искусственное озеро
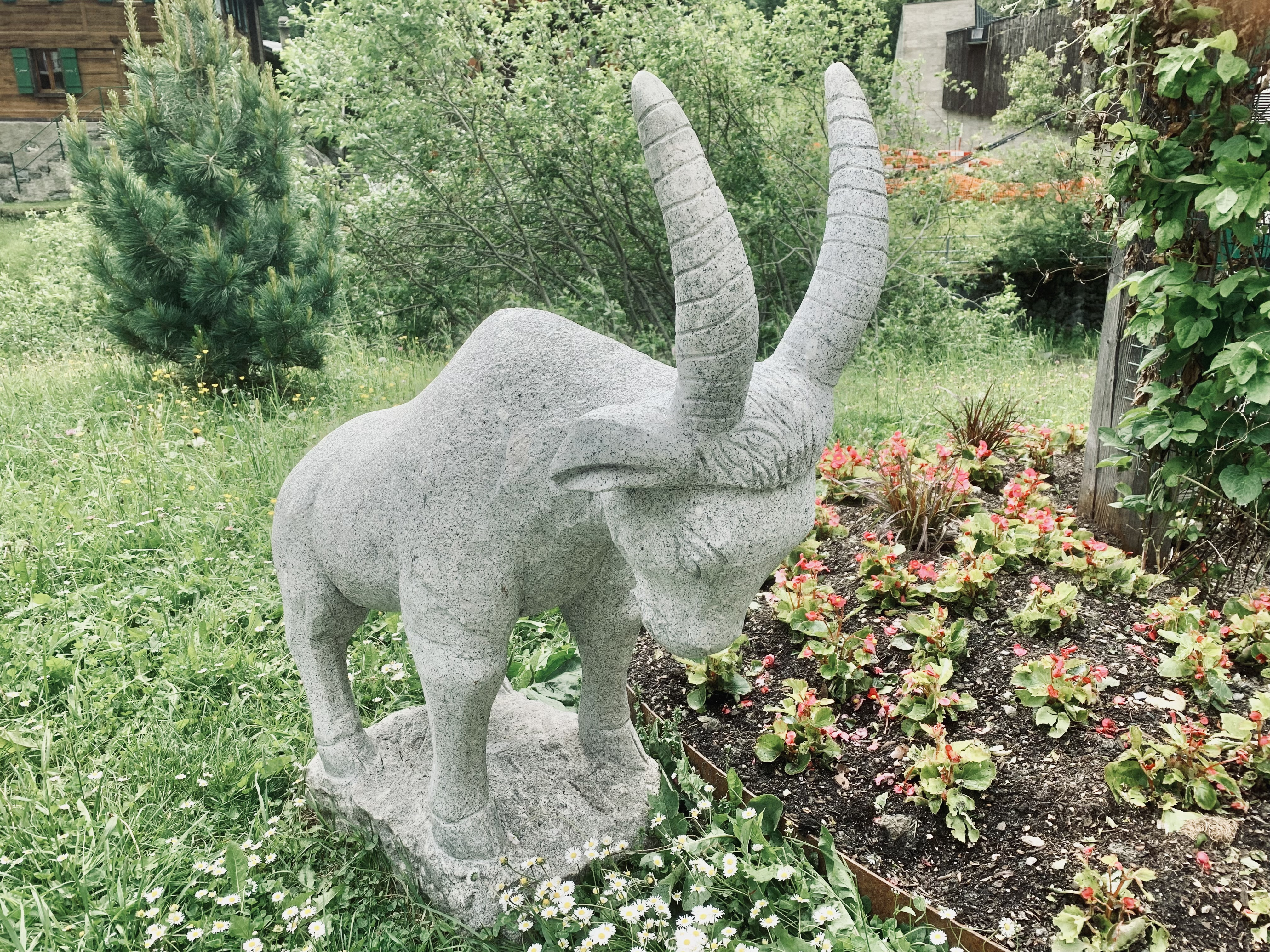
Статуя горного козла
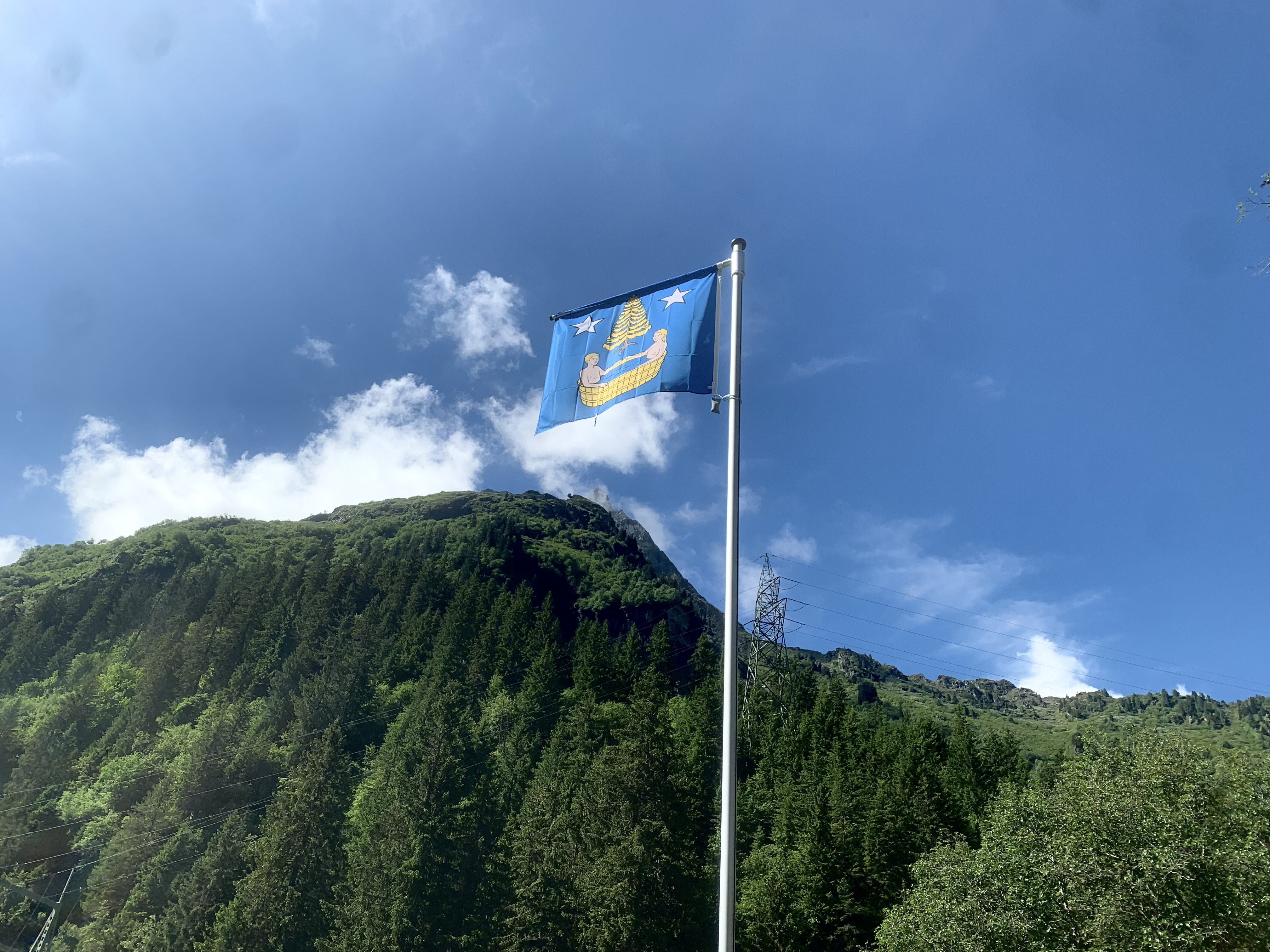
Флаг коммуны Валь-де-Бань
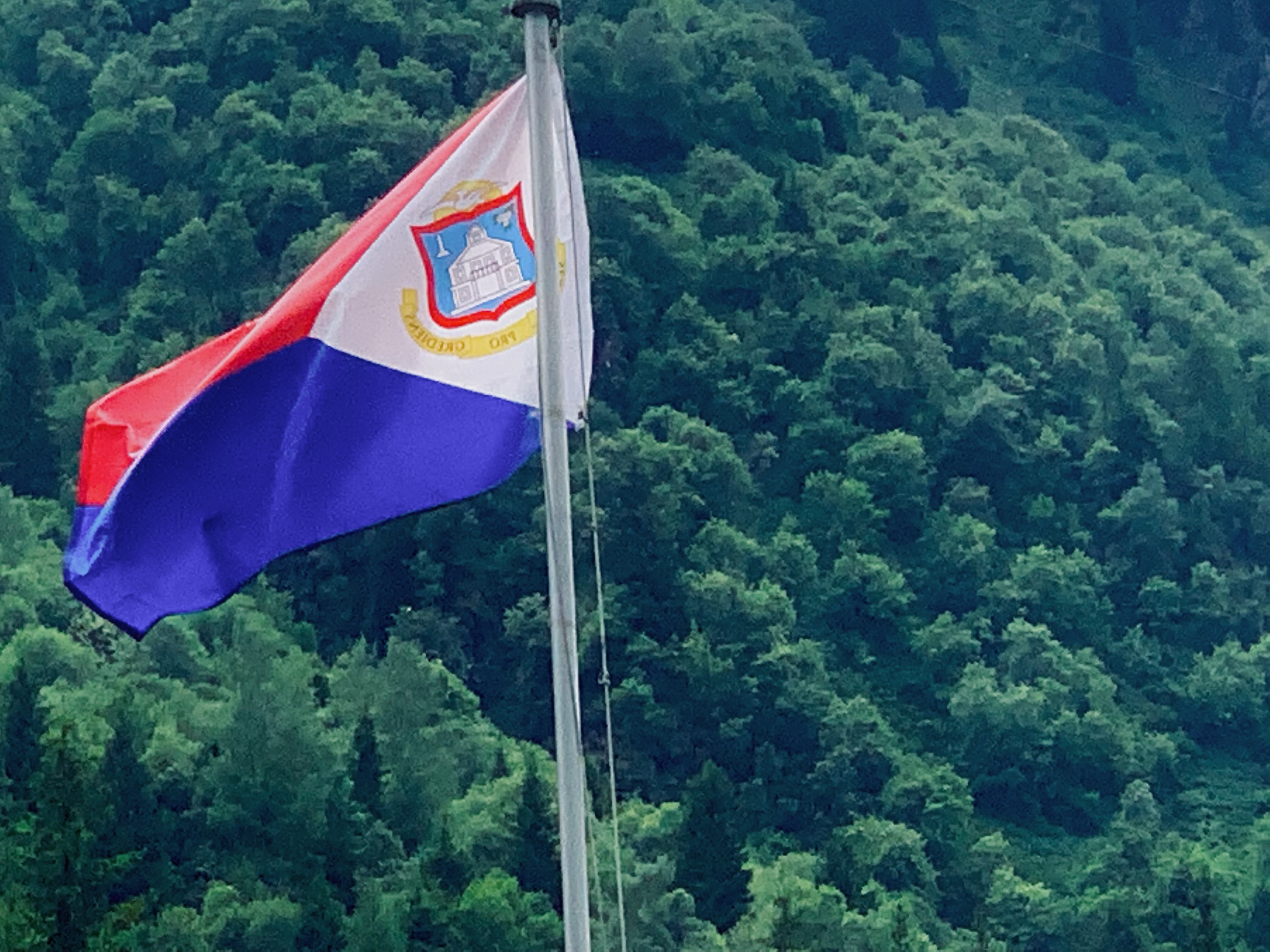
Флаг Синт-Мартена